# Alphen aan den Rijn

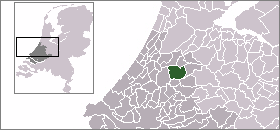
Alphen aan den Rijns läge.

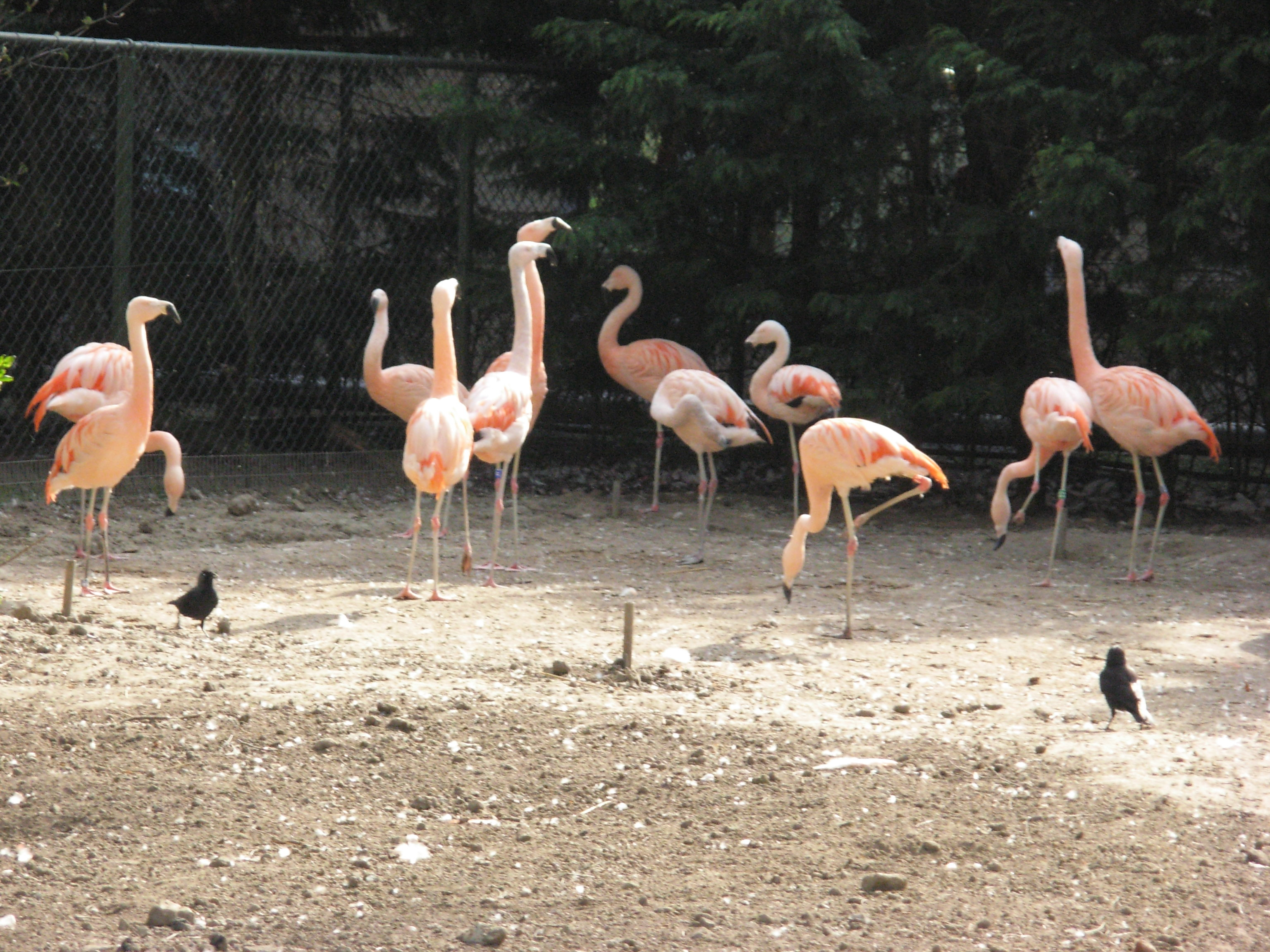
Flamingos i fågelparken Avifauna, Alphen.

Alphen aan den Rijn är en kommun i provinsen Zuid-Holland i Nederländerna. Kommunens totala area är 57,68 km² (där 2,62 km² är vatten) och invånarantalet är på 70 477 invånare (2004).
Den 9 april 2011 dödades minst sex personer, och ytterligare personer skadades, när en person plötsligt öppnade eld i ett köpcentrum i Alphen aan den Rijn.

## Kända personer från Alphen aan den Rijn
- John Heitinga, fotbollsspelare
- Wouter van Pelt, landhockeyspelare
- Kimmo Thomas, vattenpolospelare